# Junior Ajayi
Oluwafemi "Junior" Ajayi, född 29 januari 1996, är en nigeriansk fotbollsspelare.
Ajayi blev olympisk bronsmedaljör i fotboll vid sommarspelen 2016 i Rio de Janeiro.